# Gliedergürteldystrophie 1D
Die Gliedergürteldystrophie 1D (LGMD1D) ist eine sehr seltene Erbkrankheit aus der Gruppe der Gliedergürteldystrophien, die autosomal-dominant vererbt wird.
Die Erkrankung wurde bisher bei 25 Mitgliedern einer italienischen Großfamilie in 4 Generationen beschrieben.
Vor einigen Jahren wurde sie auch bei etlichen Mitgliedern einer emsländischen Großfamilie nachgewiesen. Auch dort sind wissentlich 4 Generationen betroffen, Es sind sicherlich mehrere Generationen betroffen, allerdings ist dies aufgrund der zur damaligen Zeit nicht durchführbaren Untersuchungen nicht nachzuweisen.
2012 wurde die verursachende Mutation für LGMD1E im Desmin-Gen gefunden.
LGMD1D wiederum wird durch eine Mutation des DNAJB6 Gen verursacht.
Klinisch ist die Erkrankung durch proximale Muskelschwäche und -atrophie sowie eine dilatative Kardiomyopathie (CMD1F).
In der Regel ist das Herz bei der LGMD1D nicht betroffen. Jedoch wird eine jährliche Kontrolle beim Kardiologen empfohlen.
Die Bezeichnung „LGMD1D“ für diese Erkrankung ist in der medizinischen Fachliteratur nicht einheitlich. Vielfach wird für diese Muskelerkrankung auch die Bezeichnung LGMD1E verwendet, so dass es zu Verwechslungen zwischen beiden Formen kommen kann.
Die erblich bedingte Muskelerkrankung ist medikamentös nicht zu behandeln. Mit Physiotherapie (bei chronischen Erkrankungen ist eine Langzeitverordnung gesetzlich geregelt) wird versucht, so viel Muskelmasse wie möglich zu erhalten.
Muskelaufbau wird nicht empfohlen. Muskelkater sollte vermieden werden, da es noch keine Studien/Forschungen zu dieser Erkrankung gibt und nicht abgeschätzt werden kann, wie sich die Muskeln von einem Muskelkater erholen.